# Chrysolampus improcerus
Chrysolampus improcerus är en stekelart som beskrevs av Darling 1986. Chrysolampus improcerus ingår i släktet Chrysolampus och familjen gropglanssteklar. Inga underarter finns listade i Catalogue of Life.